# معتمدية تستور
معتمدية تستور إحدى معتمديات الجمهورية التونسية، تابعة لولاية باجة.